# Legió X Equestris
La Legio X Equestris (Dècima legió «muntada») va ser una legió romana creada per Juli Cèsar l'any 61 aC quan era governador de la Hispània Ulterior. La Dècima era de fet la primera legió reunida personalment per Cèsar i era en la que més va confiar. La Dècima legió va ser molt reconeguda en els seus temps i al llarg de la història, degut als comentaris del mateix Cèsar en la seva obra De Bello Gallico i el seu paper destacat en la Guerra de les Gàl·lies. Els soldats van ser llicenciats l'any 45 aC però després es van tornar a reunir per lluitar amb Marc Antoni i August a la mort de Juli Cèsar. Més tard els legionaris es van afegir a la Legió X Gemina.

## Història

### Fundació
La Dècima va ser reclutada a Hispània l'any 61 aC. quan Cèsar la va unir a la Legió VIII Augusta i la Legió IX Hispana, originalment reunides per Gneu Pompeu Magne, però que en aquells temps servien sota el seu comandament. Es va escollir el brau com a emblema, pel mes en què va ser reunida, i posteriors legions agrupades per Cèsar, com la Legió V Alaudae, Legió XI, Legió XII Victrix, Legió XIII Gèmina i la Legió XIV van adaptar totes elles el mateix símbol.

### Guerra de les Gàl·lies
La Legió X va tenir un paper de màxima importància en la Guerra de les Gàl·lies, on va lluitar sota el comandament de Cèsar gairebé en cada batalla.
La Dècima es va guanyar el seu nom d'Equestris durant aquesta campanya, quan Cèsar va muntar temporalment la legió per emprar-la com a guàrdia personal. Durant una trobada entre Juli Cèsar i el rei germànic Ariovist, aquest darrer, sabedor que Cèsar no confiava en la seva cavalleria gal·la, va insistir que cada un es presentés només acompanyat per una guàrdia muntada. Cèsar, llavors, va fer muntar als seus legionaris i un d'ells va comentar que Cèsar era encara millor que la seva paraula, ja que havia promès fer-los soldats i en aquells moments semblaven cavallers.
La Legió X va ser decisiva a la batalla del Sabis, l'any 57 aC en la qual juntament amb la Legió IX Hispana va derrotar els atrebats, es van traslladar de nou contra els belgues a l'altra vora del riu i van capturar el campament enemic. Des d'aquesta posició van poder veure la desesperada situació de la Legió XII Fulminata i la Legio VII Clàudia, així que es van llançar muntanya avall, van creuar de nou el riu i van atacar als nervis des del darrere, atrapant-los. L'any 45 aC la legió va ser llicenciada i els veterans van obtenir terres a Narbona

### Fi de la legió
Va participar en la batalla de Farsàlia el 48 aC, en la qual Juli Cèsar va derrotar Gneu Pompeu Magne.
L'any 44 aC Lèpid va reconstituir la Legió X i durant la guerra civil que va esclatar després de l'assassinat de Cèsar va lluitant al costat de Marc Antoni fins a la batalla final. Aquest cop, els veterans van obtenir terres a prop de Cremona. Inscripcions de l'època indiquen que en aquells dies el nom de la legió era Veneria, és a dir, dedicada a Venus, la mare mítica de la gens Júlia. La Dècima va seguir a Marc Antoni a Armènia, durant la seva campanya contra l'Imperi Part. Durant la Quarta guerra civil romana la legió va lluitar al costat de Marc Antoni fins que van ser derrotats a la batalla d'Àccium, després de la qual va passar a formar part de l'exèrcit d'August, privada del seu nom Equestris i rebatejada com Legió X Gemina.